# Biserica Adormirea Maicii Domnului din Deutz
Biserica Adormirea Maicii Domnului din Deutz este o biserică romanică din Köln. Lăcașul de cult a fost construit în secolul al XI-lea ca biserică a mănăstirii benedictine înființate în anul 1002 de arhiepiscopul Heribert de Köln. Se află pe locul vechii fortărețe romane Castellum Divitia (Kastell Deutz). 
Biserica romanică a abației, una din cele mai pitorești bisericuțe romanice din regiune, a fost dedicată sfântului Heribert din Köln⁠(d), după moartea acestuia.

## Istoric
În 1003 Sfântul Heribert a fondat o comunitate benedictină la Deutz⁠(d). Acest episcop era un consilier apropiat al împăratului Otto al III-lea, care îi promisese pe patul de moarte, cu un an înainte, la Castel Sant'Elia, că va construi o mănăstire în onoarea Fecioarei Maria.
Heribert a obținut prebende bogate pentru abație și sate prospere au aparținut abației, precum Deutz, desigur, dar și Kalk, Vingst, Poll, Rolshoven, Westhoven etc., precum și un sfert din pădurea Königsforst și jumătate din pădurea Gremberg, păduri imense pe malul drept al Rinului. Sfântul Heribert a sfințit biserica romanică în 1020. Un an mai târziu, el a fost înmormântat aici. Abația se afla sub protecția conților de Berg, vidami ereditari ai abației Deutz.
Abația a fost reformată în timpul Sfântului Anno (1010-1075), probabil de el însuși sau de unul dintre succesorii săi, și a urmat regula Abației Michaelsberg din Siegburg. În secolul al XII-lea unul dintre cei mai influenți stareți ai săi a fost Rupert de Deutz, originar din Liège, un eminent teolog al Evului Mediu.
Deoarece abația ocupa o poziție strategică în apropierea Rinului, a trebuit să reziste mai multor atacuri de-a lungul secolelor. A fost reconstruită în secolele al XIV-lea și al XVI-lea. Actualele clădiri aferente lăcașului de cult datează din 1663. Biserica abației se află în centru, cu două turnuri clopotniță de o parte și de alta a corului, iar ornamentația sa este barocă. Biserica a fost afectată de inundațiile din 1784. 
Benedictinii au fost alungați în epoca napoleoniană. Mănăstirea a fost secularizată în anul 1802. În anul 1804 lăcașul a primit statutul de biserică parohială în cadrul Arhidiecezei de Köln.
Fosta abație a suferit daune grave la sfârșitul celui de-Al Doilea Război Mondial, iar lucrările de restaurare au continuat până în anii 1970. Fostele clădiri monahale și-au păstrat vocația, găzduind în prezent o fundație Caritas pentru vârstnici.
Arhidieceza de Köln a dat în anul 1990 biserica în folosința comunității ortodoxe elene din oraș, iar relicvele Sfântului Heribert au fost transferate la noua biserică Sfântul Heribert, construită la sfârșitul secolului al XIX-lea.

## Galerie de imagini

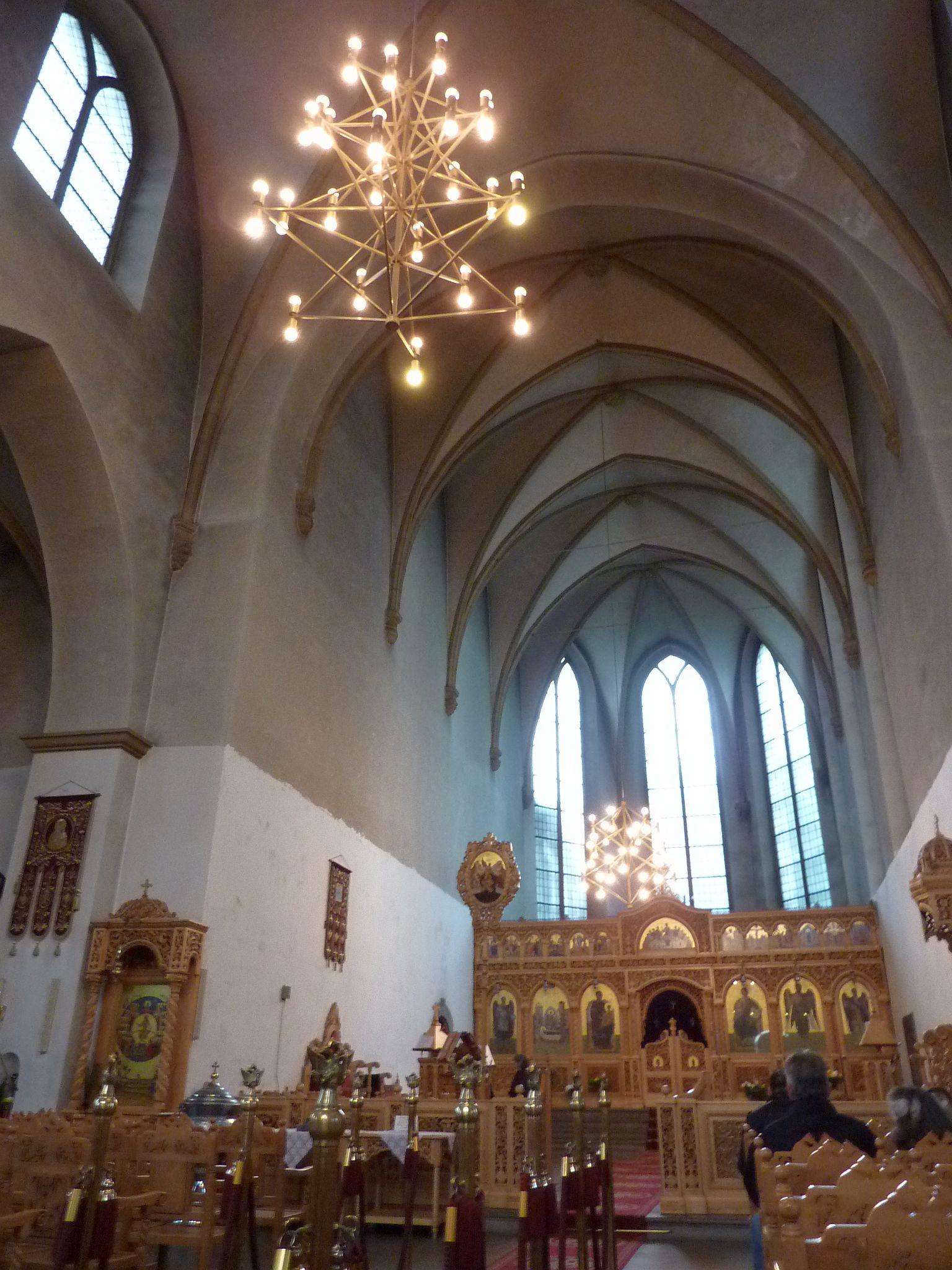
Vedere spre iconostas